# Лоел
Лоел (бл. д/н — 1751) — 14-й мбанго (володар) і султан Багірмі в 1741—1751 роках.

## Життєпис
Походив з династії Кенга. 1741 року спадкував трон після смерті мбанго і султана Буркоманди II. У внутрішній політиці спрямував основні зусилля на зміцненні влади над підкореними племенами та васальними державами. У зовнішній політиці з огляду на ознаки ослаблення імперії Борну почав готуватися до здобуття самостійності від неї.
Втім основну увагу мбанги привернуло повстання державного утворення Сокоро, яке довелося приборкувати. Потім тривалий час боровся проти арабських племен, що намагалися скинути залежність від Багірмі. Під час одного з походів помер або загинув. Трон перейшов до Мухаммада аль-Аміна.